# Dytiscus pisanus
Dytiscus pisanus är en skalbaggsart som beskrevs av François Louis Nompar de Caumont de Laporte 1835. Dytiscus pisanus ingår i släktet Dytiscus och familjen dykare. Inga underarter finns listade i Catalogue of Life.